# 平正河
平正河，位于中国贵州省东南部和广西壮族自治区北部，是柳江上游都柳江右岸支流，上游称三百河，发源于广西融水苗族自治县同练瑶族乡黑冲寨，西南流约7千米至同练乡驻地以北转西北流，过英洞村（原英洞乡）后进入贵州省从江县境，转东北流，过刚边壮族乡平正村后始称“平正河”，至下江镇腊俄村渡口汇入都柳江。河长75千米，平均比降6.2‰，流域面积749平方千米。流域内森林资源丰富。